# Gorzyce (gromada w powiecie żnińskim)
Gorzyce – dawna gromada, czyli najmniejsza jednostka podziału terytorialnego Polskiej Rzeczypospolitej Ludowej w latach 1954–1972.
Gromady, z gromadzkimi radami narodowymi (GRN) jako organami władzy najniższego stopnia na wsi, funkcjonowały od reformy reorganizującej administrację wiejską przeprowadzonej jesienią 1954 do momentu ich zniesienia z dniem 1 stycznia 1973, tym samym wypierając organizację gminną w latach 1954–1972.
Gromadę Gorzyce z siedzibą GRN w Gorzycach utworzono – jako jedną z 8759 gromad na obszarze Polski – w powiecie żnińskim w woj. bydgoskim, na mocy uchwały nr 24/19 WRN w Bydgoszczy z dnia 5 października 1954. W skład jednostki weszły obszary dotychczasowych gromad Dochanowo, Gorzyce, Nadborowo. Paryż i Słabomierz ze zniesionej gminy Żarczyn oraz obszar dotychczasowej gromady Sielec ze zniesionej gminy Żnin-Zachód w tymże powiecie. Dla gromady ustalono 17 członków gromadzkiej rady narodowej.
31 grudnia 1959 do gromady Gorzyce włączono wieś Podobowice ze znoszonej gromady Słębowo w tymże powiecie.
1 stycznia 1972 gromadę Gorzyce połączono z gromadą Dziewierzewo, tworząc z ich obszarów gromadę Gorzyce z siedzibą Gromadzkiej Rady Narodowej w Gorzycach w tymże powiecie (de facto gromadę Dziewierzewo zniesiono, włączając jej obszar do gromady Gorzyce).
Gromada przetrwała do końca 1972 roku, czyli do kolejnej reformy gminnej. 1 stycznia 1973 w powiecie żnińskim utworzono gminę Gorzyce.